# グリオン大学
グリオン大学（英語: Glion Institute of Higher Education）は、スイス連邦クラレンスに本部を置くスイスの私立大学。1962年創立、1962年大学設置。

## 概要
ホスピタリティ教育、イベント教育を専門とした3.5年制大学で、スイスとイギリスにキャンパスがある。1962年に創設され、2002年に世界で最も大規模な大学ネットワークLaureate Education (ローリエイト・エデュケーション) のグループに加わった。その後、2016年6月にローリエットグループから離脱し、フランスの投資会社Eurazeoに所有権を移す。現在、Sommet Education(ソメット・エデュケーション)が運営を行う。スイスの大学でありながら授業は英語で行われ、世界100ヶ国以上の国からホテル経営やホスピタリティ業界への就職を目指す学生が入学してくる。ホスピタリティマネジメント学校の世界トップ３にランクされている。また、大学卒業者向けの修了書プログラムや修士課程、MBAプログラムもある。
大学評価の指標である Taylor Nelson Sofresによる「世界ホスピタリティマネジメントスクールランキング 2013」では第2位であった [1]。ヨーロッパをはじめ世界のホスピタリティ業界における優れたサービスや企画商品、学校を表彰する「ワールドワイド・ホスピタリティ・アワード2015」では「ベスト・ホスピタリティ・マネジメントスクール」受賞[2]

## キャンパス
スイス国内に2ヶ所とイギリスに1ヶ所のキャンパスがある。
グリオンキャンパス
スイス、ヴォー州の州都であるローザンヌから車で25分の距離にあり、また国際都市ジュネーブから車で1時間の場所にある。アルプス山脈やレマン湖を一望する丘陵地にある。
ビュルキャンパス
観光やチーズなどで世界的に有名なグリュイエールにある。モントルー市街から車で30分の場所にあり、ジュネーブから1時間程度の距離にある。
ロンドンキャンパス
英国で最も古い大学のひとつであるローハンプロン大学（Whitelands College）内に設立。ロンドンのウェスト・エンドまで公共機関を使用し40分の距離にある。

## 学部
ホスピタリティ・マネジメント学部
学士課程 (期間: 3.5 年間)以下の専攻分野から選択
- ホスピタリティマネジメント
- ラグジュアリーブランドマネジメント
- リアルエステート・ファイナンス＆レベニューマネジメント
- セールス＆マーケティング
- ニュー・ベンチャー・クリエーション

大学卒業者向け修了証書取得 - ホスピタリティマネジメント(期間: 1.3年間)
修士課程
理学修士課程  - 国際ホテルマネジメント専科 (期間: 1.5 年間)
理学修士課程  - 国際ホスピタリティ・ファイナンス専科 (期間: 1 年間)
経営学修士課程(MBA) - 国際ホスピタリティ＆サービス産業マネジメント (期間: 1～2年間)

イベント・スポーツ・イベントマネジメント学部
学士課程 (期間: 3.5 年間)以下の専攻分野から選択
- イベント・スポーツ・エンターテイメント（ESE）マネジメント
- 国際エンターテイメントマネジメント
- 国際スポーツマネジメント
- セールス＆マーケティング
- ニュー・ベンチャー・クリエーション

修士課程
理学修士課程  - イベント・スポーツ・エンターテイメント（ESE）マネジメント専科 (期間: 1.5 年間)

## 認定機関
グリオン大学が認定を受けている機関
- スイス、フリブール州（2005年）
- ニューイングランド基準協会（NEASC: New England Association of School and Colleges）
- 高等教育質保証機構（QAA: Quality Assurance Agency for Higher Education）

## 関連校
その他ソメット・エデュケーション・グループの関連校
- レ・ロシュ大学（スイス・スペイン・中国）